# Superliga Colombiana de Fútsal 2022
La Superliga BetPlay Fútsal 2022 fue la tercera (3.ª) edición del torneo que enfrenta a los campeones de los 2 torneos de liga del fútsal colombiano del 2022. El campeón clasificará a la Copa Libertadores de Fútsal 2023.

## Sistema de juego
Se enfrentarán el campeón del 2022-I (Real Antioquia) y el del 2022-II (Leones de Nariño), se jugará a ida y vuelta. El campeón será el club que haga más goles en los 2 partidos, en caso de empate se jugarán 2 tiempos extras de 5 minutos, si persiste la igualdad se definirá el campeón por penales.

## Partidos
| Partido de ida | Partido de ida | Partido de ida   | Partido de ida                   | Partido de ida | Partido de ida | Partido de ida |
| Local          | Resultado      | Visitante        | Lugar                            | Fecha          | Hora           | Transmisión    |
| -------------- | -------------- | ---------------- | -------------------------------- | -------------- | -------------- | -------------- |
| Real Antioquia | 3 : 3          | Leones de Nariño | Coliseo Antonio Roldán Bentancur | 25 de febrero  | 10:00          | Win Sports+    |

| Partido de vuelta | Partido de vuelta | Partido de vuelta | Partido de vuelta            | Partido de vuelta | Partido de vuelta | Partido de vuelta |
| Local             | Resultado         | Visitante         | Lugar                        | Fecha             | Hora              | Transmisión       |
| ----------------- | ----------------- | ----------------- | ---------------------------- | ----------------- | ----------------- | ----------------- |
| Leones de Nariño  | 4 : 7 (t. e.)     | Real Antioquia    | Coliseo Sergio Antonio Ruano | 4 de marzo        | 10:00             | Win Sports+       |

Real Antioquia se corona campeón tras vencer en el global 10-7 a Leones de Nariño.
|                                   |
|                                   |
| Campeón Real Antioquia 2.º título |